# Eurovea

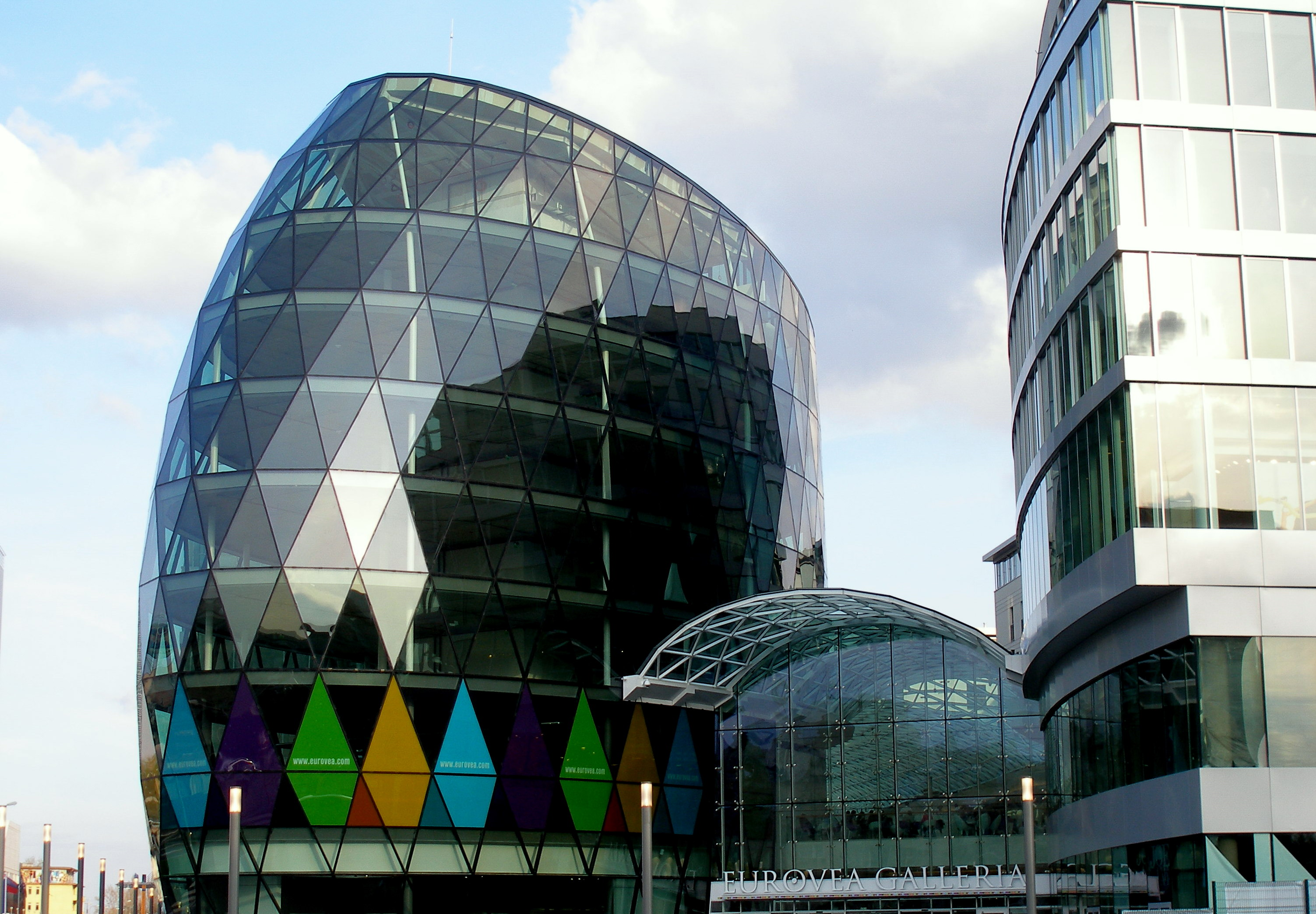
Eurovea

Eurovea – nazwa nowego centrum biznesowego, handlowego i mieszkaniowego w centrum Bratysławy na Słowacji, znajduje się w pobliżu mostu Apollo i budynku Tower 115. Eurovea łączy brzeg Dunaju w centrum miasta i oferuje wiele nowych sklepów i obiektów spędzania wolnego czasu. Projekt obejmuje także biura, apartamenty i hotel. Prawie dwie trzecie obszaru Eurovea są objęte zielenią i miejscami publicznymi. Zostało ono zbudowane za ok. 13 277 568 € przez inwestora i po zakończeniu zostało przekazane w posiadanie miasta. Centrum zostało otwarte od 26 marca 2010 roku.
Eurovea zawiera Eurovea Galleria (poprzednio znana jako "Galeria Pribina"), centrum handlowe o powierzchni 60 000 m².